# Alvin Lobreguito
Alvin Lobreguito Barrios (ur. 15 stycznia 1992 w Quezon City) – filipiński zapaśnik walczący w stylu wolnym. Zajął czternaste miejsce na igrzyskach azjatyckich w 2018 i piętnaste w 2022. Ósmy na mistrzostwach Azji w 2012. Złoty medalista igrzysk Azji Południowo-Wschodniej w 2023; srebrny w 2019 i 2021; brązowy w 2013. Pierwszy na mistrzostwach Azji Południowo-Wschodniej w 2014 i 2022; trzeci w 2018 roku.
Absolwent Quezon City Polytechnic University.